# Liste der Biografien/Gow
Liste der Biografien |
Portal Biografien |
Personensuche
# |
A |
B |
C |
D |
E |
F |
G |
H |
I |
J |
K |
L |
M |
N |
O |
P |
Q |
R |
S |
T |
U |
V |
W |
X |
Y |
Z |
?
 
Ga |
Gb |
Gc |
Gd |
Ge |
Gf |
Gh |
Gi |
Gj |
Gk |
Gl |
Gm |
Gn |
Go |
Gp |
Gq |
Gr |
Gs |
Gu |
Gv |
Gw |
Gy |
Gz
 
Goa |
Gob |
Goc |
God |
Goe |
Gof |
Gog |
Goh |
Goi |
Goj |
Gok |
Gol |
Gom |
Gon |
Goo |
Gop |
Gor |
Gos |
Got |
Gou |
Gov |
Gow |
Goy |
Goz
Die Liste der Biografien führt alle Personen auf, die in der deutschsprachigen Wikipedia einen Artikel haben. Dieses ist eine Teilliste mit 65 Einträgen von Personen, deren Namen mit den Buchstaben „Gow“ beginnt.

## Gow
- Gow, Alan (* 1982), schottischer Fußballspieler
- Gow, Andrew Sydenham Farrar (1886–1978), britischer Gräzist
- Gow, Christian (* 1993), kanadischer Biathlet
- Gow, Fraser, schottischer Badmintonspieler
- Gow, Graeme (1940–2005), australischer Herpetologe
- Gow, Ian (1937–1990), britischer Politiker (Conservative Party), Mitglied des House of Commons und Minister
- Gow, James (1854–1923), britischer Schulleiter, Mathematikhistoriker und Altphilologe
- Gow, John († 1725), Pirat
- Gow, John (1859–1932), schottischer Fußballspieler
- Gow, Michael (1924–2013), britischer General
- Gow, Niel (1727–1807), schottischer Fiddler
- Gow, Scott (* 1990), kanadischer Biathlet
- Gow, Val (1929–2012), neuseeländische Badmintonspielerin

### Gowa
- Gowa, Henry (1902–1990), deutscher Maler und Bühnenbildner
- Gowan, James (1923–2015), britischer Architekt
- Gowans, Brad (1903–1954), US-amerikanischer Jazzmusiker und Arrangeur
- Gowans, James L. (1924–2020), britischer Mediziner und Immunologe
- Gowans, John (1934–2012), britischer General der Heilsarmee
- Gowans, John (* 1943), US-amerikanischer Schauspieler
- Gowariker, Ashutosh, indischer Filmregisseur und Schauspieler

### Gowd
- Gowda, D. V. Sadananda (* 1953), indischer Politiker
- Gowda, Sheela (* 1957), indische Künstlerin
- Gowda, Vikas (* 1983), indischer Diskuswerfer und Kugelstoßer
- Gowdie, Isobel, schottische wegen Hexerei angeklagte Frau
- Gowdy, Barbara (* 1950), kanadische Schriftstellerin
- Gowdy, Curt (1919–2006), US-amerikanischer Sportkommentator
- Gowdy, Trey (* 1964), US-amerikanischer Politiker

### Gowe
- Göweil, Reinhard (* 1960), österreichischer Journalist
- Gowen, Clonie (* 1971), US-amerikanische Pokerspielerin
- Gowenlock, Alice (1878–1957), englische Badmintonspielerin
- Gower Coleman, Michael (1939–2011), südafrikanischer Geistlicher und Theologe, römisch-katholischer Bischof
- Gower, Andrew (* 1989), britischer SchauspielerAndrew Gower (* 1989)

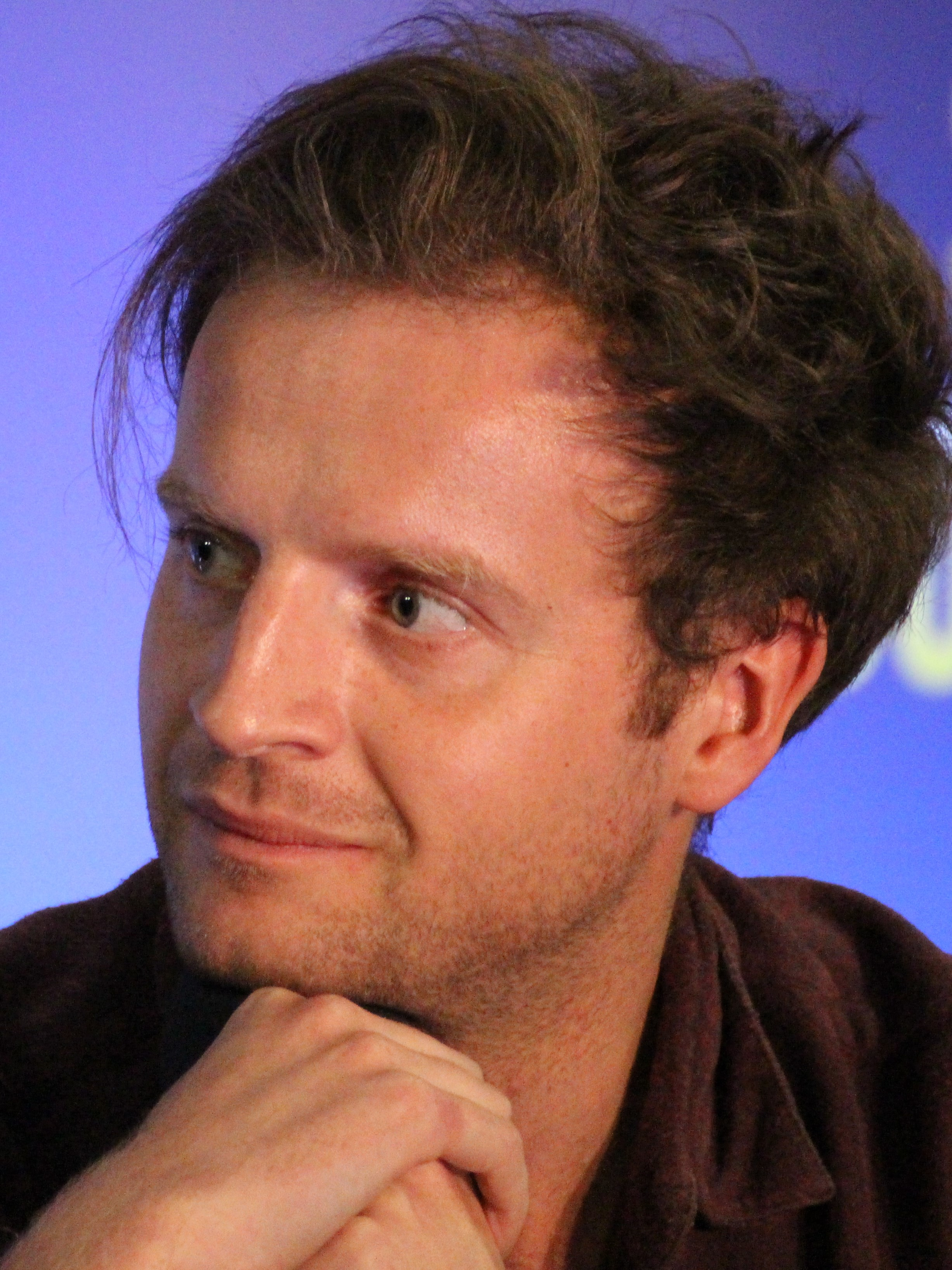
Andrew Gower (* 1989)

- Gower, Carlena (* 1967), US-amerikanische Schauspielerin
- Gower, George († 1596), englischer Maler
- Gower, Humphrey (1638–1711), englischer Theologe
- Gower, Jack (* 1994), britisch-irischer Skirennläufer
- Gower, Jessica (* 1977), australische Schauspielerin
- Gower, John († 1408), englischer Schriftsteller
- Gower, Mark (* 1978), englischer Fußballspieler
- Gower, Pauline (1910–1947), britische Pilotin und Schriftstellerin
- Gower, Richard Hall († 1833), englischer Seemann und Schiffbauingenieur
- Gower, Ronald (1845–1916), britischer Autor, Bildhauer und Politiker, Mitglied des House of Commons
- Gowers, Andrew (* 1956), britischer Journalist und Chefredakteur
- Gowers, Bruce (1940–2023), englischer Filmregisseur
- Gowers, Emily (* 1963), britische Klassische Philologin
- Gowers, Gillian (* 1964), englische Badmintonspielerin
- Gowers, William Richard (1845–1915), britischer Neurologe
- Gowers, William Timothy (* 1963), britischer MathematikerWilliam Timothy Gowers (* 1963)

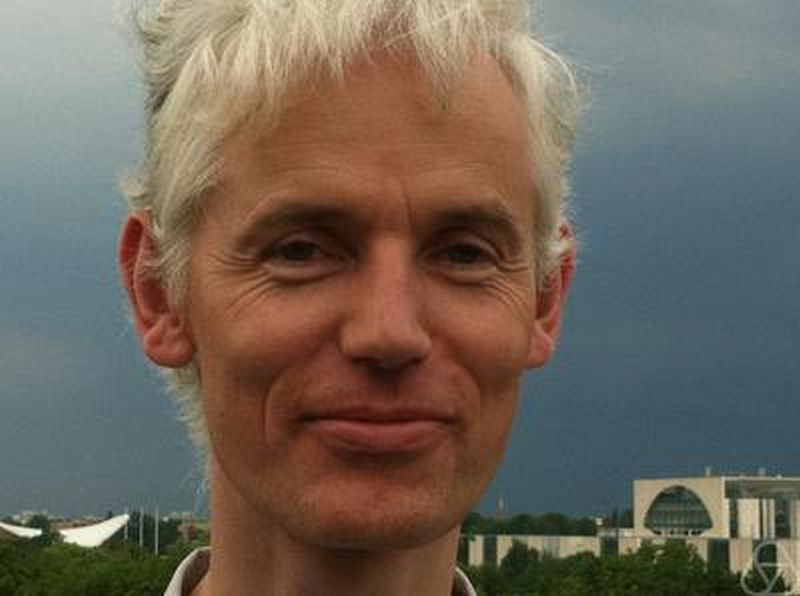
William Timothy Gowers (* 1963)

- Göwert, August (1881–1957), deutscher Politiker und Oberbürgermeister der Stadt Bocholt (1947–1948)

### Gowi
- Gowin, Jarosław (* 1961), polnischer Politiker, Mitglied des Sejm, Justizminister
- Gowing, Lawrence (1918–1991), britischer Maler und Kunsthistoriker
- Gowing, Margaret (1921–1998), englische zeitgeschichtliche Historikerin, Archivarin und Wissenschaftshistorikerin
- Gowing, Nik (* 1951), britischer Fernsehjournalist
- Gowitzke, Torsten (* 1967), deutscher Fußballspieler

### Gowl
- Gowland, Gibson (1877–1951), englischer Schauspieler
- Gowland, Tony (* 1945), englischer Radrennfahrer
- Gowler, Jackie (* 1996), neuseeländische Ruderin
- Gowler, Kerri (* 1993), neuseeländische Ruderin

### Gowo
- Gowon, Yakubu (* 1934), nigerianischer Politiker, Staatspräsident von Nigeria (1966–1975)
- Gowor, Darja Sergejewna (* 1995), russische Wasserspringerin
- Goworow, Leonid Alexandrowitsch (1897–1955), Marschall der SowjetunionLeonid Alexandrowitsch Goworow (1897–1955)

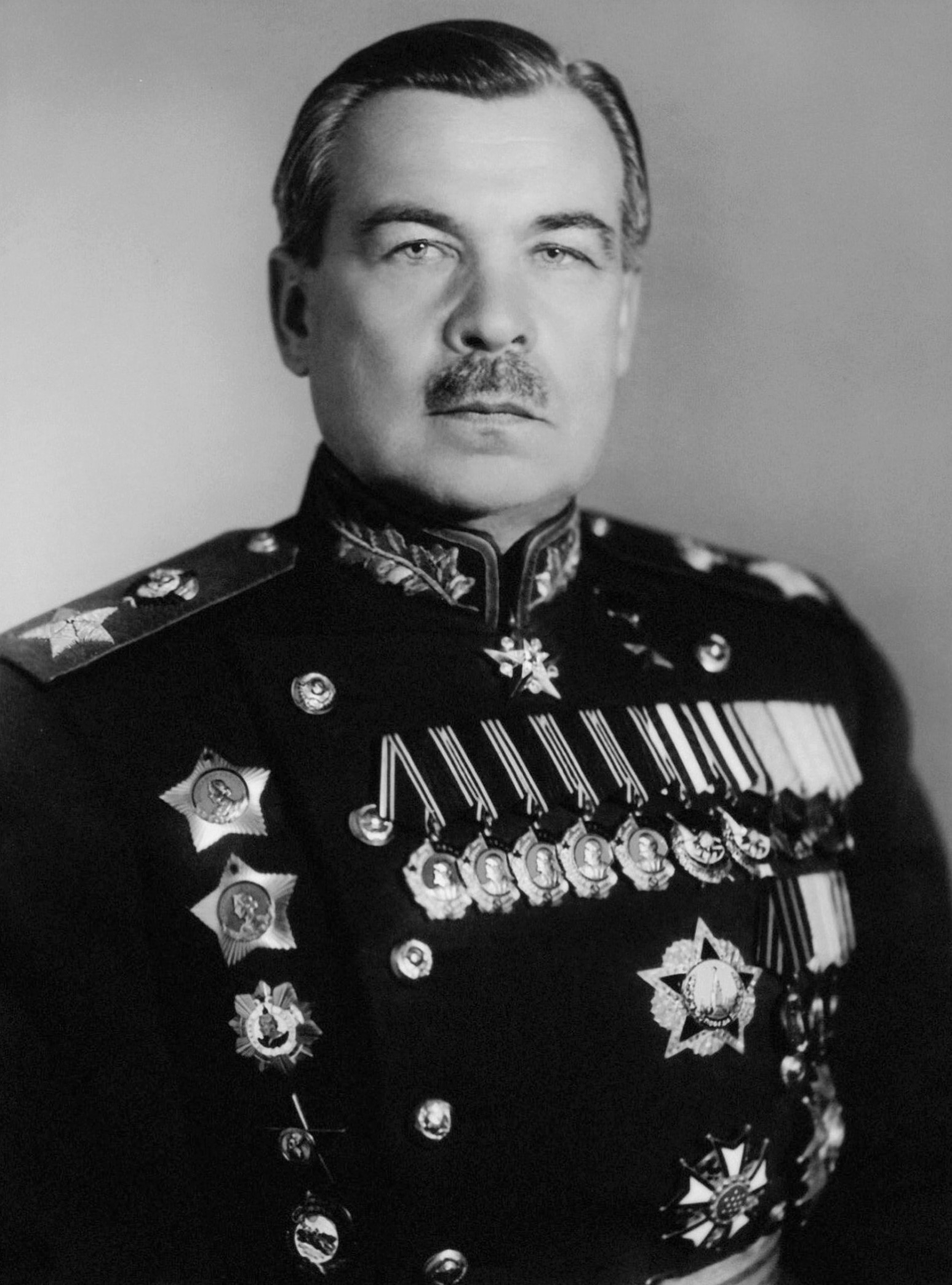
Leonid Alexandrowitsch Goworow (1897–1955)

- Goworuchin, Sergejewitsch Stanislaw (1936–2018), sowjetischer bzw. russischer Filmregisseur und Politiker

### Gowr
- Gowramma, Kodagina (1912–1939), indische Schriftstellerin
- Gowrin, Akiwa (1902–1980), israelischer Politiker

### Gowy
- Gowyrin, Wladimir Alexandrowitsch (1924–1994), sowjetisch-russischer Physiologe